# گوزنچه حنایی
گوزنچه زنگاری (نام علمی: Mazama bricenii) نام یک گونه از سرده گوزنچه است.